# インディアナ州の歴史

インディアナ州章は州の開拓時代を表象している。

インディアナ州の歴史（英: History of Indiana）では、アメリカ合衆国中西部インディアナ州における歴史、社会活動、および住民と制度の発展について概説する。
インディアナ州となった地域にはおそらく紀元前8000年ころにアメリカ州の移住性の先住民族が住んでいた。これらの種族では数千年の間に支配的な種族が次々と入れ替わった。この地域は、最初のヨーロッパ人が入ってきて、1670年代にフランス王国の領土と主張されたときに有史時代が始まった。フランスの支配が100年間続いた後のフレンチ・インディアン戦争の結果、この地域はイギリス王国の支配下に入った。イギリスの支配は短命であり、わずか20年後には、アメリカ独立戦争の結果として新生アメリカ合衆国に委譲された。
アメリカ合衆国がインディアナを領有した時点では、全地域にヨーロッパ人開拓地がわずか2つあるだけだった。アメリカ合衆国は即座にインディアナの開発を開始した。1800年、インディアナ準州が設立され、1816年に合衆国19番目の州として昇格する時まで着実に開拓が進んだ。州昇格後、新しい州政府はインディアナを荒野の辺境から、開発され、人口があり、繁栄する州に変えるという野心のある計画を開始した。州の創設者達は、道路、運河、鉄道および州営の公共学校の建設に繋がる計画を始めた。1850年代、州人口は100万人を超え、州の創設者達の野心的計画は日の目を見た。
南北戦争の間、インディアナ州は政治的に影響力を持ち、国全体の問題について重要な役割を果たした。戦争のために最初に軍隊を動員した西部州として、戦争中のあらゆる戦いにインディアナ州の軍人が関わった。南北戦争終結後、インディアナ州は大統領選挙で重要な接戦州となり、30年の間連邦政府の行方を決めるという国全体に関わる重みを保ち続けた。
20世紀初期、インディアナ州は強い工業州となり、続く1930年代の世界恐慌では逆流を経験した。インディアナポリス・モーター・スピードウェイの建設で州内の自動車産業が始まり、それに続く都市の成長と2つの世界大戦で多くの発展を見ることになった。第二次世界大戦中に経済復興が始まり、実質成長を享受し続けた。20世紀の後半、イーライリリー・アンド・カンパニーなどの会社が州内で設立され薬品工業で指導的地域となった。

## 初期の文明
インディアナの最も初期と考えられる住民は遊牧的な先住民族だった。古期（紀元前8000年-同6000年）には既に人類がいた証拠がある。ホープウェル文化の人々は、紀元前200年にはインディアナにいた可能性がある。ホープウェルはインディアナで初めて恒久的開拓地を生み出した文化だった。西暦1年頃、ホープウェルの人々は農業を習得し、ヒマワリやカボチャのような穀物を育てた。このことでホープウェルは農業文明に発展した。西暦200年頃、ホープウェルの人々は儀式用および埋葬用に使われたと考えられるマウンドを築き始めた。ホープウェル文化に関する現代の知識の大半はこれらマウンドの発掘から得られてきた。マウンドからの発掘品は、インディアナのホープウェル人が遠く中央アメリカまで他の先住民族との交易で繋がりがあったことを示している。西暦400年ころのどこかの時点で、ホープウェル文化はよく分からない理由で衰退を始め、500年までに完全に消滅した。

### ミシシッピ文化
ホープウェル文化の崩壊後、西暦900年頃のミシシッピ文化の興隆まで、インディアナには人口が少なかったということを示唆する証拠がある。オハイオ川渓谷は1100年頃から1450年までミシシッピ文化の人々によって人口が著しく増加した。その居住地は、以前のホープウェル文化と同様に、儀式用マウンドで知られており、マウンドの多くは現在でも残っている。ミシシッピ文化のマウンドはホープウェル文化のマウンドよりも壮大な規模で造られた。ミシシッピ文化は農耕社会であり、トウモロコシの農産物化を果たした。ミシシッピ文化が普及したときに弓矢や銅器も完成された。ミシシッピ文化の社会は、3万人におよぶ住人を抱える都市に発展した。その都市は川の近くにあるのが通常であり、中央の大きなマウンドと幾つかの小さなマウンド、それに開かれた広場があり、たいていは壁で囲まれていた。エンジェル・マウンドと呼ばれる大きな定着地が、現在のインディアナ州エバンスビルの東にある。ミシシッピ文化は15世紀の半ばに、未だ不明の理由で消失した。インディアナにおけるその消失は、ヨーロッパ人が最初にこの地域に到着する約200年前に起こった。ミシシッピ文化はインディアナにおける先住民族発展の頂点であった。
インディアナに関係の深い先住民族はマイアミ族とポタワトミ族だった。彼らはフレンチ・イロコイ戦争の後、17世紀遅くにインディアナに入った。これらの種族は、それに先立つミシシッピ文化よりもかなり遅れていた。新しい種族は回遊性の者達であり、石器の使用に戻り、先人がおこなっていた大規模構造物の建設や農業を踏襲しなかった。レナペ族のような他の種族がヨーロッパ人開拓者に押し出される形で西に移動した。マイアミ族は1770年頃にホワイト川沿いにレナペ族が定着するようにした。ショーニー族がさらに後に到着したが、彼らはもっと前の時代にオハイオ川渓谷に住んでいた可能性がある。これら4種族は五大湖地域の支配権を巡って、先住民族と白人との間の闘争である60年戦争に参加した。

### ヨーロッパ人の接触
1600年以前の時点で、北アメリカ東部に大きな戦争が起こった。イロコイ連邦と呼ばれることになる5種族が同盟を結んで他の種族に戦いを仕掛けた。このイロコイ連邦には、ショーニー族、マイアミ族、ウィー族、ポタワトミ族およびイリノイ族を含むアルゴンキン語族の連邦が対抗した。この戦争は少なくとも1世紀の間続いた。イロコイ連邦はイギリス人の使節に対し、アルゴンキン語族が彼らの猟場に不法侵入したと主張し、それが闘争の原因だった。この戦争の流れの中で、イロコイ連邦は対抗する種族を南方や西方に追い出した。この戦争によって、インディアナに幾つかの種族が流れ込み定着を試みた。イロコイ連邦はニューネーデルラントのオランダ人から火器を供給された後は優勢になった。新しく見付けたその優秀な火器によって、北部インディアナでは少なくとも30の他の種族を支配し、その他を絶滅に近くさせた。
最初のヨーロッパ人がインディアナに入ったとき、この地域は闘争の最終段階だった。フランス人は西部の種族との交易を試み、その中には火器を売りつけることも含まれた。このことがイロコイ連邦の怒りを買い、報復のためにインディアナにあったフランスの交易拠点を破壊した。フランスの使節がイロコイ連邦との交渉に送られ、その使節が交渉の間の記録を持って戻ってきたときに、イロコイ連邦は700人の捕獲したイリノイ族を宿営地に連れてきてその大半を食べてしまったと報告した。愕然としたフランス人は西部の種族への火器供給を継続し、勢力が均衡して戦争が終わった。

## 植民地支配
最初のヨーロッパ人開拓者は1670年代にインディアナに入り、この地域をヌーベルフランスに付属させた。ヌーベルフランスのカナダ地区とルイジアナ地区を結ぶ最短経路は、インディアナを通っており、テレホート高地が2つの地区の境界と考えられた。このことでインディアナ地域はフランスが通信と交易を続けるために重要な所となった。またイギリスにとっても、フランスの拡張を止めることができた場合の、支配のための重要な拠点となった。ヨーロッパ人支配の間に唯一恒久的開拓地バンセンヌが設立されたが、その領内には多くの先住民族が住んでいた。

### フランス
フランス人毛皮交易業者がインディアナに入った最初のヨーロッパ人だった。現在のインディアナ領内にできた最初のヨーロッパ人基地は、1673年にカンカケー川近くにできたフランスの交易拠点タッシノンだった。フランス人探検家ロベール＝カブリエ・ド・ラ・サールが1679年にこの地域に入り、フランス王ルイ14世の名で領有を主張した。インディアナのさらなる探検により、モーミー川とウォバッシュ川を使い、カナダとルイジアナを繋ぐ重要な交易ルートが造られた。フランスはインディアナに一連の砦と前進基地を設け、イギリス領植民地による西方への拡大を防衛し、先住民族との交易を奨励した。フランスはマイアミ族の町ケキオンガ（現在のフォートウェイン）にマイアミ砦を築いた。フランスは、ケキオンガのマイアミ族に対する最初の代理人として、ジャン・バティスト・ビソー・ド・バンセンヌを指名した。
1717年、フランソワ＝マリー・ピコテ・ド・ベルストルがウィアテノンの基地（現在のラファイエット）を建設し、ウィー族がイギリスの影響圏内に移動するのを阻止した。1732年、フランソワ＝マリー・ビソー・ド・バンセンヌが、現在でもその名を冠するビンセンズのピアンクショー近くに同様な基地を建設した。これらの砦はヌーベルフランスから派遣された兵士に守られたが、インディアナで恒久的な開拓地を造ろうとした公式の試みはなかった。ビンセンズは現代まで恒久的にヨーロッパ人が居続ける唯一の前進基地だった。
イエズス会の僧侶が大勢のフランス人兵士に同行してインディアナに入った。先住民をキリスト教徒に変えるために、イエズス会の多くは伝道を行った。伝道師の何人かは先住民族の中で生活し、狩りや移住の場合は同行した。僧侶達は洗礼を施し、先住民に対して定期的に説教を行った。ガブリエル・マレストは1712年にはカスカスキアの中で教えていた。伝道師は先住民族の間で重要な影響力を持つようになり、先住民族とフランスとの同盟を持続させるために重要な役割を果たした。
この地域に影響した最初のヨーロッパの戦争は1689年に始まった。ウィリアム王戦争はこの地域にほとんど影響しなかったが、先住民族の中にはイギリス領植民地近くの小規模襲撃に参加した者がいた。2回目の紛争はアン女王戦争で1740年から1748年まで続いた。この戦争の間、インディアナでは戦闘が無かったが、フランスは多くの地域先住民族を説得してイギリス領植民地に対する襲撃に加わらせた。アン女王戦争の結果、フランスはカナダ支配で譲歩し、次の戦争ではイギリスにカナダを落とされることになった。
フレンチ・インディアン戦争の間、イギリスはこの地域のフランス支配に再度挑戦した。インディアナでは会戦は行われなかったが、先住民族はフランス支持を続けた。戦争の開始時点で、先住民族は戦士の大集団を送り、フランスがイギリスの侵略に抵抗するのを助け、イギリス領植民地に対する襲撃に参加した。イギリスは先住民族の抵抗のために、戦争の初期の西方への作戦行動で何度か後退をしたが、結果的に先住民族に打ち勝つことが出来た。ピット砦を前進基地にし、ロバート・ロジャーズが辺境深く侵攻しデトロイト砦を占領した。ロジャーズはデトロイトから南下し、マイアミ砦やバンセンヌ砦など多くのフランスの主要基地を占領した。戦争が進展すると、モントリオール陥落の結果としてフランスはカナダ支配を失い、もはやその後背地の支持ができず、インディアナ全土を含み領土の大半をイギリスに占領された。フランスは1761年までにインディアナから追い出された。フランスの撤退後は、ポンティアック酋長の下で先住民族が結集し、フランスの援助無しでイギリスへの反抗を試みた。ポンティアックがデトロイト砦を包囲する間にインディアナ他の種族が立ち上がってマイアミ砦やウィアテノン砦のイギリス軍を降伏させた。
1763年、ポンティアックはまだイギリス軍に対する抵抗を続けていたが、フランスはパリ条約に調印し、インディアナ全土の支配権はイギリスに移った。

### イギリス
イギリスがインディアナの領有権を得たとき、まだ全地域でポンティアック戦争は真っ最中だった。翌年にかけて、イギリスの役人が様々な種族と交渉し、ポンティアック酋長はその同盟者の多くを失った。最終的に1766年7月25日、ポンティアックはイギリスとの休戦に応じた。ポンティアックに対する譲歩として、イギリスは1763年宣言を発し、アパラチア山脈から西の領土は先住民族のために保留されるとした。この条約にも拘わらず、ポンティアックはイギリスに対する脅威であり続けたが、1769年4月20日にポンティアックが殺害された後は、この地域に数年間の平和が訪れた。
イギリスは先住民族との休戦を確立したあとで、遠隔地の交易拠点や砦の多くを放棄した。マイアミ砦は「最重要」と考えられていたために数年間維持されたが、そこですら最終的に放棄された。イエズス会の僧侶は追放され、地域政府も作られなかった。イギリスは、こうしておけばフランス人で残っている者も立ち去ることになると期待した。多くの者がこの地を離れたが、イギリスは徐々に、この地域に残って先住民族と活発な交易を遂行しているフランス人の便宜を図るようになった。この相互関係によって、先住民族は徐々にイギリスと同盟するようになっていった。
1773年、インディアナの領土はフランス系住人を宥和するためにケベック植民地に付属された。これを定めたケベック法は、13植民地の人々がアメリカ独立戦争勃発の理由とした「耐え難き諸法」の一つとされた。13植民地]の人々はこの地域が、今戦っている敵に対する報償であるよりも、戦争中の支持故に自分達に権利があるものと考えた。
アメリカ合衆国は独立戦争後にこの地域の公式の所有権を獲得したが、そこの同盟先住民族に対するイギリスの影響力は、インディアナ北部、特にデトロイト砦周辺で根強かった。この傾向は北西インディアン戦争とジェイ条約批准後に衰えたが。イギリスは米英戦争の終結までこの地域から完全に追い出されたわけではなかった。

### アメリカ合衆国
独立戦争の勃発後、ジョージ・ロジャース・クラークがバージニア植民地から北西部の土地の領有権主張を確保するために派遣された。1778年7月、クラークと約175名の兵士はオハイオ川を渡り、カスカスキア、ビンセンズおよびイギリス領内にある他の幾つかの集落を支配した。この占領は一発の銃火もないままに行われたが、クラークがフランス大使のアメリカを支持すると宣言した手紙を携帯していたためだった。このことでフランス人や先住民族住人の大半はイギリスのために武器を取ることに乗り気でなくなった。
ビンセンズの砦はイギリス軍によってサックビル砦と改名されていたが、数年前に廃棄されており、その基地を守る守備兵もいなかった。レナード・ヘルムがビンセンズの最初のアメリカ人指揮官となった。クラークの侵攻に対抗するためにヘンリー・ハミルトン副総督指揮するイギリス軍が少数の部隊でビンゼンズを再占領した。1779年2月、クラークは驚くべき冬の遠征を敢行してビンセンズに到着し、町を再確保し、その過程でハミルトンを捕獲した。この鮮やかな冬の遠征でインディアナ南部の大半は確保された。

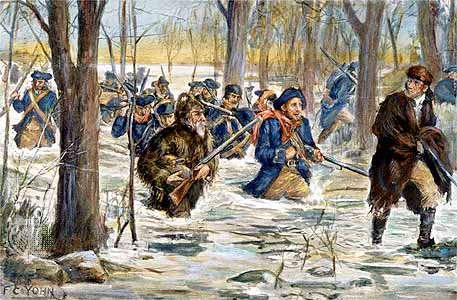
クラーク隊のビンセンズへの行軍

1780年、クラークのビンセンズでの成功を模倣して、フランス人士官オーガスティン・デ・ラ・バルムがフランス人住人の民兵隊を組織し、デトロイト砦を占領しようとした。デトロイトへの行軍中に、この部隊は途中で止まってケキオンガを襲撃した。この時の遅れが致命的となり、遠征隊はイール川沿いでマイアミ族酋長リトルタートルが指揮するマイアミ族戦士と出会い、全軍が殺されるか捕虜になった。クラークは再び1781年にデトロイト砦に対する襲撃隊を組織したが、インディアンの酋長ジョセフ・ブラントが現在のインディアナ州オーロラ近くでロックリーの敗北と呼ばれる戦いでクラーク部隊のかなりの兵を捕獲した時に打ち切られた。
1780年のプティ砦の戦いなどインディアナでは他の小規模戦闘が起こった。1783年に独立戦争が終わり、イギリスはパリで交渉された休戦条約で、インディアナを含みアレゲニー地域全体をアメリカ合衆国に割譲した。
クラークの民兵隊はバージニア邦の管轄下にあり、サックビル砦には大陸軍の旗が掲げられたが、この地域は1784年にバージニア邦が合衆国連邦政府にこの地域を譲渡するまで、バージニア邦の領土として統治された。クラークは戦争中の功績に対して、インディアナ南部の広大な土地を与えられた。今日のクラーク郡は彼の名前に因むものである。

## インディアナ準州

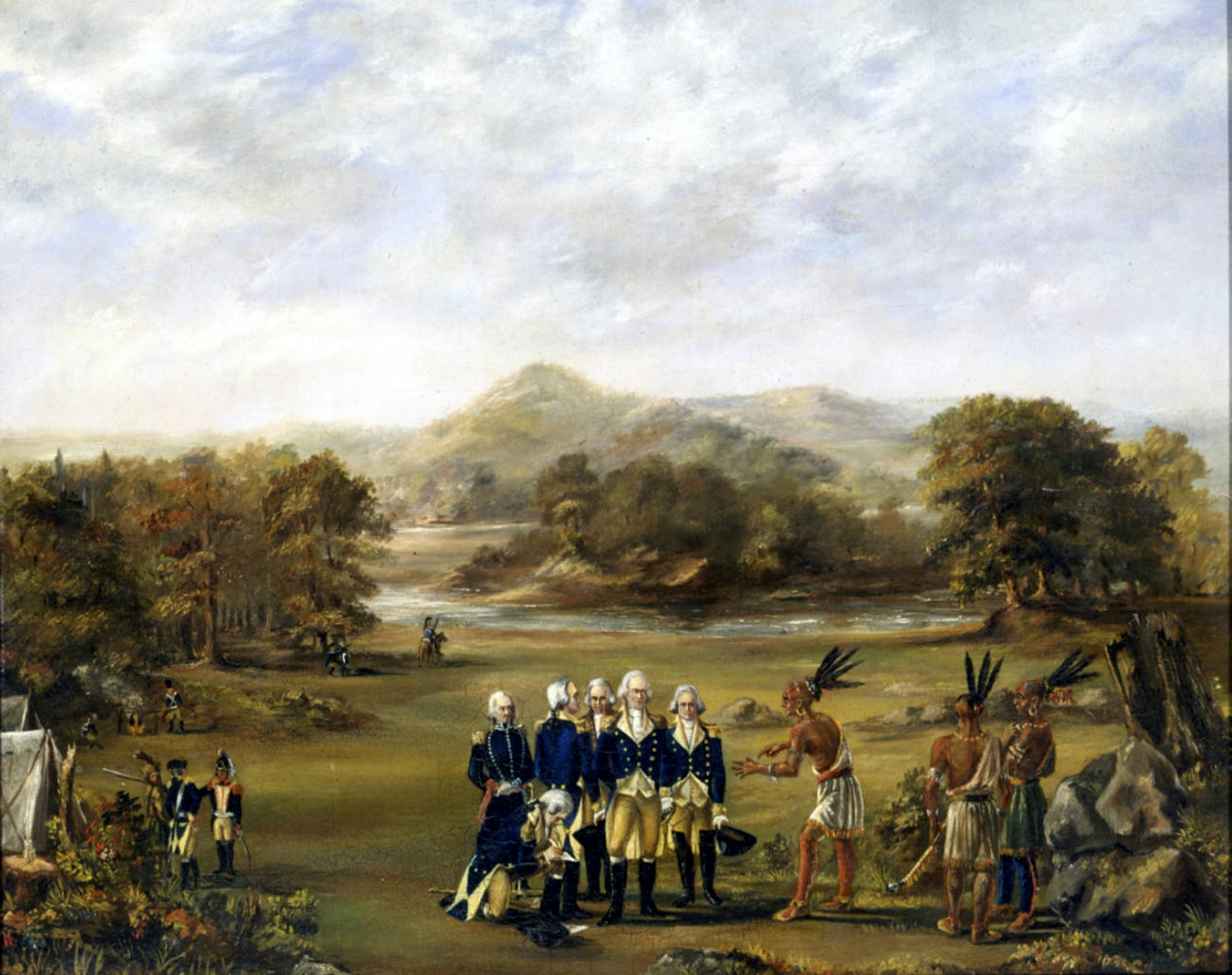
アンソニー・ウェインがグリーンビル条約でインディアンとの休戦状態を作った

1787年7月13日、連合会議により北西部領土が創設され、アパラチア山脈からミシシッピ川まで、五大湖からオハイオ川までの全ての土地が含まれた。この単一領土からオハイオ州、ミシガン州、インディアナ州、イリノイ州、ウィスコンシン州およびミネソタ州東部が生まれた。北西部条例で領土を監督する管理組織を確立し、土地は1785年の公有地条例に従って測量された。
北西部領土が創設された時点では、インディアナにアメリカ人の開拓地は2箇所、すなわちビンセンズとクラークス・グラントのみだった。全体のヨーロッパ人開拓者人口は5,000人に満たなかった。先住民族人口は2万人近くと推計されている。

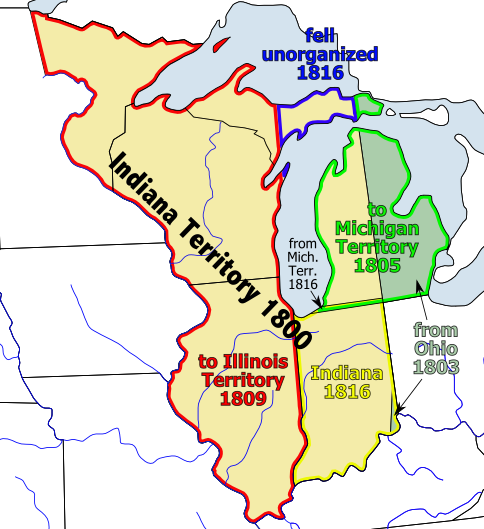
インディアナ準州

1785年、北西インディアン戦争が始まった。先住民の反乱を鎮める試みの中で、ケキオンガのマイアミ集落がジョサイア・ハーマー将軍と北西部領土知事アーサー・セントクレアによって攻撃され、不成功に終わった。セントクレアの敗北はアメリカ史の中でも先住民族によるアメリカ陸軍最悪の敗北と考えられている。この敗北の後に"マッド・アンソニー"・ウェイン将軍が指名され、アメリカ合衆国軍団を組織し、1794年のフォールン・ティンバーズの戦いで先住民族を破った。1795年、グリーンビル条約が締結され、インディアナ東部の小さな地域が開拓者達に開放された。ケキオンガのマイアミ砦は合衆国に占領され、これをウェイン砦として造り直した。条約締結後、強力なマイアミ族は自分達のことをアメリカ合衆国の同盟者と見なした。

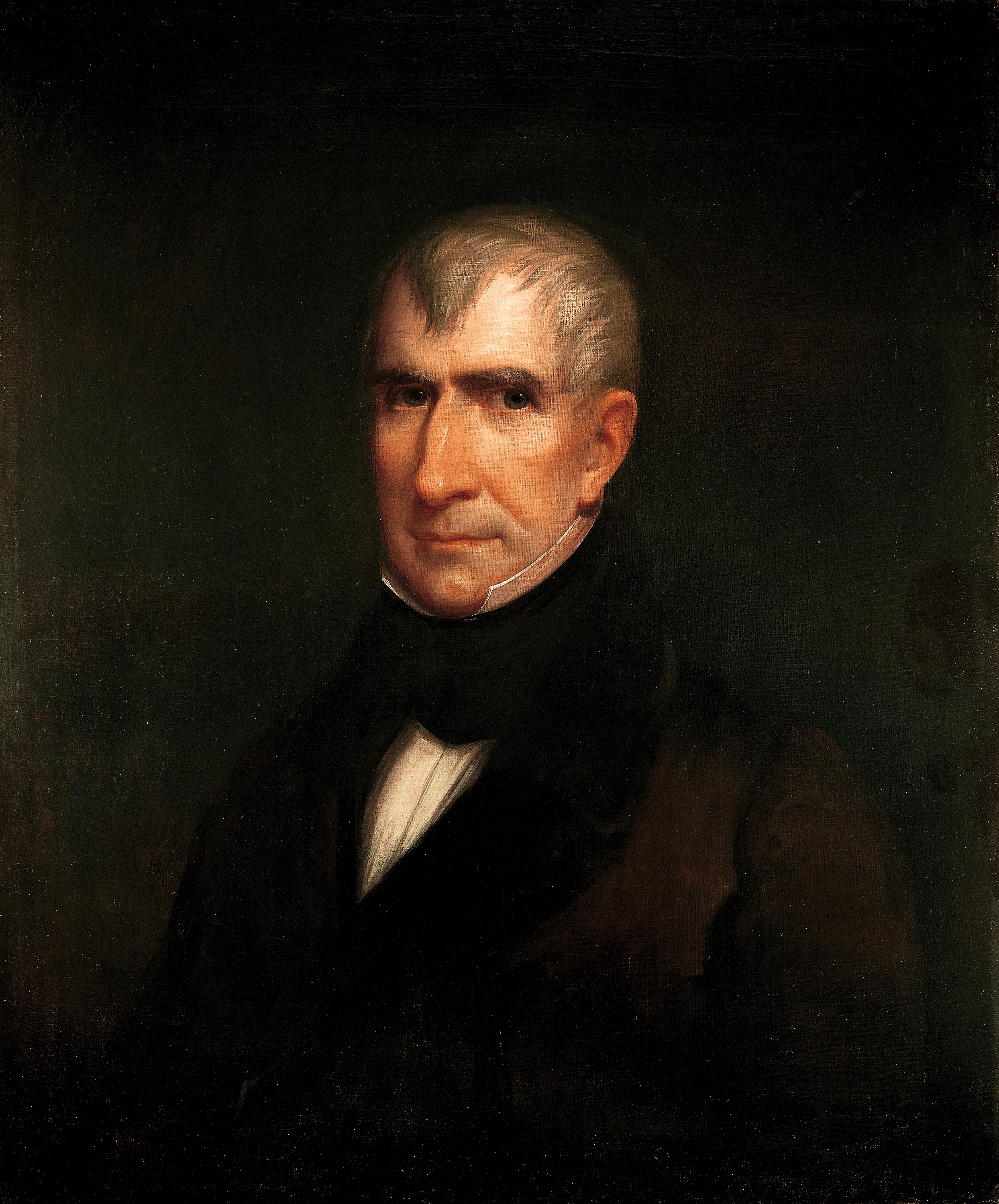
ウィリアム・ハリソン、インディアナ準州知事（1801年-1812年）、第9代アメリカ合衆国大統領

1800年7月4日、北西部領土の中でオハイオ州を作る準備のために、インディアナ準州が創設された。「インディアナ」という名前は「インディアンの土地」を意味し、オハイオ川から北の地域大半は依然として先住民族が住んでいたという事実に拠っていた（ケンタッキー、すなわちオハイオ川の南は、伝統的に川の北に住む種族の狩り場であり、ケンタッキーの初期アメリカ人開拓者は北岸のことをインディアンの土地と呼んだ。）。インディアナ準州には今日のイリノイ州、ミシガン州、ウィスコンシン州およびミネソタ州の一部が含まれていた。これらの地域は1805年と1809年に分離された。準州初代知事はウィリアム・ハリソンであり、1800年から1813年まで務めた。ハリソン郡は後に第9代アメリカ合衆国大統領になったハリソンに因んで名付けられた。ハリソンの後任はトマス・ポージーであり、1813年から1816年まで務めた。
最初の州都はビンセンズであり、13年間続いた。準州の形が変わった1809年に、議会は州都をより人口の集中するコリドンに移す計画を作った。コリドンはハリソンが寄付した土地に1808年に設立された。新議事堂は1813年に完工し、政府が移転した。
準州の人口が増加するにつれて、大衆の自由の要求も高まっていった。1809年、初めてその議会議員を全て選挙で選ぶことが認められた。このとき以前は、ハリソン知事によって指名されていた。奴隷制も当時のインディアナ準州では大きな問題であり、反奴隷制会派が最初の選挙で過半数を大きく越えて獲得した。ハリソン知事は新しい議会と対立し定めた規則も覆されるという現実に直面し、事実ハリソンが法制化した年季奉公と奴隷制擁護の法律も撤廃されることになった。奴隷制はそれに続く数十年間州内の重要な問題であり続けた。

### 米英戦争
準州内の最初の大きな問題は先住民族の敵意が復活したことだった。1795年の休戦以来その待遇に不満を抱いていた先住民族は、ショーニー族の酋長テカムセとその弟に率いられてアメリカ人に対して立ち上がった。テカムセの戦争は1811年に始まり、ウィリアム・ハリソン将軍が軍隊を率いて、テカムセの同盟者の攻撃的な動きを撃退した。戦争はティッペカヌーの戦いまで続き、これで先住民族の反乱をしっかりと終わらせ、アメリカ人がインディアナ全体を支配出来るようになった。この戦いでハリソンの名は国民の間に知れ渡り、「オールド・ティッペカヌー」という渾名を貰った。この勝利でインディアナ中央部が開拓できるようになり、開拓者達は州南部の境界を越えて入って来るようになった。
テカムセとハリソンの間の戦争は、1812年に残りの同盟インディアンがカナダのイギリスと組んだときに米英戦争と一体となった。ハリソン砦の戦いは米英戦争では初めての合衆国の勝利と考える者がいる。現在のインディアナ州内で起こった他の戦闘には、ウェイン砦の包囲戦、ピジョン・ルーストの虐殺、およびミシシネワの戦いがあった。1814年に調印されたガン条約によって戦争が終わり、アメリカ人開拓者達は近くのイギリス人やその同盟インディアンの脅威から解放された。この時点で初めて、アメリカ合衆国はインディアナ準州をはっきりと支配した。

## 州昇格
1812年、ジョナサン・ジェニングスがハリソンの選んだ候補者を破って、アメリカ合衆国議会での準州代表になった。この頃の州内人口は25,000人に満たなかったが、ジェニングスはその地位を利用して、即座に州昇格を認める議会を導入し州昇格の行程を速めようとした。ジェニングスはこのことを当時のトマス・ポージー知事の意に反して行った。当時勃発した米英戦争のために、議会では何の行動も起こされなかった。
ポージーは州都コリドンに住むことを拒んで、医者に近いジェファーソンビルに住むことで準州政治に亀裂を生んだ。ジェニングスやデニス・ペニントンのようなポージーの敵対者は準州議会を支配して、州昇格という切り札を使い州内の奴隷制を永久に終わらせようとしており、ポージーが奴隷制支持者であることが事態をさらに複雑にした。

### 設立
1815年2月、アメリカ合衆国下院はインディアナの州昇格についての議論を始めた。1816年3月13日に権限付与法が通り、連邦議会の承認に従った州政府の創設許可を得た。1816年にコリドンで州憲法選定会議が開催され、6月10日に州の最初の憲法が書き上げられた。州憲法作成に関わった43人の代議員が当初のハリソン郡庁舎の中に集まった。木造の郡庁舎の中は窮屈で夏の暑さもあり、代議員達はしばしば外に逃げ出して、ビッグインディアン・クリークに隣接する巨大なエルムの木の下に行った。この木は憲法のエルムと呼ばれ、幹は今も保存されている。憲法のエルムはニレ立枯病で1920年代に枯死し、その幹だけが残されている。

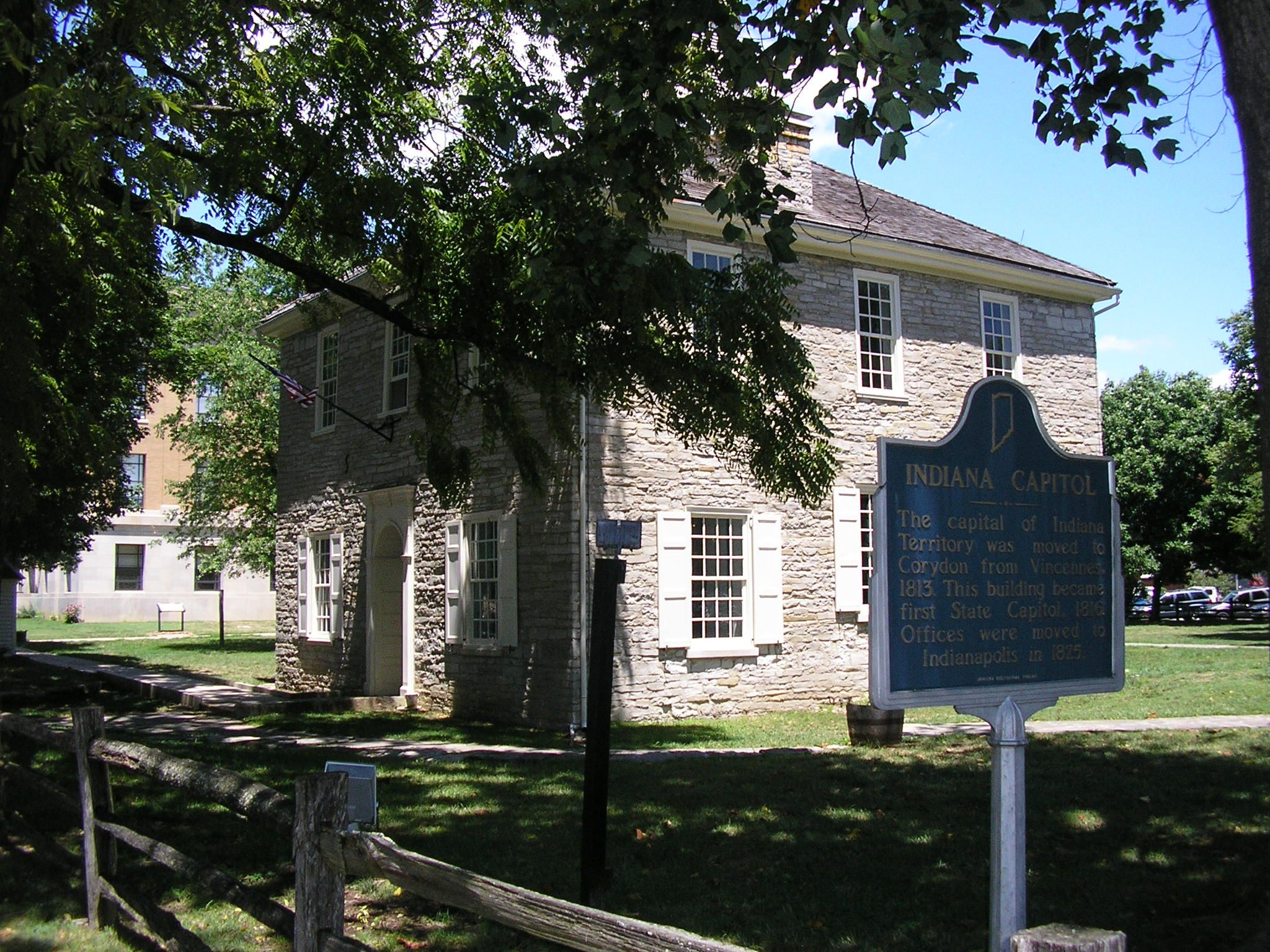
インディアナの初代議会議事堂

ジェニングスとその支持者達は憲法制定会議を支配できており、ジェニングスはその議長に選ばれた。この会議に出席した著名な者としては、デニス・ペニントン、デイビス・フロイドおよびウィリアム・ヘンドリックスがいた。ペニントンとジェニングスはインディアナに奴隷制が入ってこないようにする運動の最先端におり、それを禁止する憲法を創ることを求めた。ペニントンは、「我々代議員が奴隷制に反対する者として選ばれたからには、自分達で我々の守りとなろう」と言ったとされている。
同じ年にインディアナの州昇格が連邦議会に承認された。そのモットーが「インディアナに奴隷制は要らない」であるジョナサン・ジェニングスが、トマス・ポージーを5,211票対3,934票で破って州知事に選ばれた。ジェニングスは知事を2期務め、その後の18年間アメリカ合衆国下院議員を務めた。ジェニングスは選挙に勝ったとき、インディアナは自由州であると宣言した。
北部の先住民族の土地も徐々に白人開拓者に開放され、インディアナ州の人口は急速に増加し、人口重心は北部へ移動し続けた。1820年、インディアナポリス市は州内の中心部にある故に、新しい州都の場所として選ばれた。インディアナ州最高裁判所の判事ジェレマイア・サリバンが「インディアナ」とギリシャ語の都市を意味する「ポリス」を組み合わせてインディアナポリスと命名した。文字通り「インディアナの都市」を意味している。インディアナポリスはホワイト川のたもとに、その川が水運の幹線になるという誤った過程に基づいて設立された。しかしこの水路は砂が多く交易には向かなかった。1825年、最終的にコリドンからインディアナポリスに州都が移された。この当時、インディアナポリスは荒野であり、一番近い開拓地からでも60マイル (100 km)離れていた。州政府は第2の州都としてマリオン郡郡庁舎に創られた。

### 初期の発展
| インディアナ州 設立前後の人口推移 |             |        |
| 年                                | 人口        | 増減率 |
| 1800年                            | 2,632人     | -      |
| 1810年                            | 24,520人    | 831.6% |
| 1820年                            | 147,178人   | 500.2% |
| 1830年                            | 343,031人   | 133.1% |
| 1840年                            | 685,866人   | 99.9%  |
| 1850年                            | 988,416人   | 44.1%  |
| 1860年                            | 1,350,428人 | 36.6%  |

インディアナ州は創設から20年間財政的困難さに苦しんだ。公共事業に金を遣い過ぎたことで赤字に陥り、インディアナ銀行を通じた州債や公有地36,000エーカー（144平方km）の売却によって資金手当てしなければならなかった。不運なことに、米英戦争の後は経済が落ち込み、1820年には州が破産することを防ぐために州債の価格を下げなければならなかった。ウィリアム・ヘンドリックスの監督で、州を確固たる財政基盤に戻す努力が行われた。ジェニングスのときに始まった公共事業は1830年代までに完了し、急速な人口増加によりゆっくりとではあるが資金問題の解消が進んだ。公共事業の成果で土地の価格は4倍近くに上昇し、農作物の収穫量はそれを超えるほどに増加した。財政的な困難さの解消のために1840年代遅くまで取りくみ続ける必要があった。
1829年にカンバーランド道路がインディアナポリスに到達し、インディアナ州はまさに近代化を始めた。インディアナ州民が「フージア」（不器用な人）と呼ばれるようになり、州が「アメリカの十字路」をモットーとしたのもこの頃のことである。1832年、五大湖とオハイオ川を水路で繋ぐウォバッシュ・アンド・エリー運河の建設が始まった。運河の仕組みは間もなく鉄道によって時代遅れとなった。これら輸送手段の発展によってインディアナとアメリカ合衆国東海岸北部との経済的な繋がりを造ることになり、ミシシッピ川やメキシコ湾岸の諸州とを繋ぐ自然の水路よりも比重が高くなった。
1831年、第3の州会議事堂建設が始まった。この建物はイシエル・タウンの会社とアレクサンダー・ジャクソン・デイビスによって設計され、ギリシャのパルテノン神殿に触発された意匠をしており、1841年に完工した。州政府によって建設され排他的に使用される州庁舎としては初めてのものだった。
1840年代、インディアナ州は先住民族の移住を完了させた。ポタワトミ族は1838年にカンザス州に移住させられた。自発的に退去しなかった者は強制的にカンザスまでの旅を行わせ、「ポタワトミ死の道」と呼ばれることになった。インディアナ州内にはポタワトミ族のポカゴン隊のみが残った。マイアミ族の大半は1846年に移住させられたが、1818年のセントメアリ条約で州内に私的に土地を所有した種族の多くの構成員は残留を認められた。他の種族は自発的に州から立ち退くよう説得された。ショーニー族は西に流れてミズーリ州に入り、レナペ族はカナダに移住した。ウィー族など州内の他の少数部族は西に動き大半はカンザス州に入った。先住民族の排除でインディアナ州中部と北部は大規模開拓に開放され、結果的に北部の人口が南部の人口を上回るようになった。
1850年までに、インディアナ州は大きな変化を経験した。かってはほとんど人の住まない辺境であった所が幾つかの都市を抱える発展する州に変わった。1816年のインディアナの人口は約65,000人だったのが、50年も経たないうちに100万人以上の人が住む所となった。
州の事情が急速に変化したので、1816年の憲法が批判されるようになった。反対者達は憲法が多くの指名役職を抱えており、その任期が不適切であり、また条項の幾つかは憲法が起草されたときに存在しなかった政党に容易に操作されていると主張した。最初の憲法はその成立を一般大衆の投票に委ねられておらず、州内の人口が大きく成長したこの時、それは不適切に思われた。1851年1月に憲法制定会議が招集され、新しい憲法草案は2月10日に会議で承認され、その年に有権者の投票に委ねられた。新憲法が承認され、以降公式の憲法となっている。

### 高等教育
インディアナにおける初期の教育機関はフランス人イエズス会僧侶達が先住民族を改宗させるために造った伝道所だった。ジェファーソン・アカデミーはインディアナ準州で1801年に州内最初の大学として創設された大衆向け大学であり、1806年にビンセンズ大学として改組された。
インディアナ州は州予算で公立学校を持った最初の州だった。1816年憲法はインディアナ州議会が「町の学校から州立大学まで規則的に進級し、学費は免除され、全ての者に平等に開かれた、一般的教育システム」を創ることを要求した。議会がこの要求事項を満たすには時間を要した。これはインディアナの公立大学の「準州」はインディアナの公立大学の「州」として採用すべきか、あるいは新しい公立大学は準州の大学に代わってブルーミントンに設立すべきかという議論があったためでもあった。州政府はインディアナ大学を1820年に州立神学校として認可した。建設は1822年に始まり、最初の教授は1823年に雇用され、授業は1824年に開始された。1820年代には授業料免除の町の公営学校も始まった。ウィリアム・ヘンドリックスの任期中に、各町に校舎建設のための土地が取って置かれた。
州が成長するに従い他の州立大学が創られた。1832年に創設されたウォバッシュ大学などは私設の大学である。ノートルダム大学は1844年にインディアナ州議会から認可を受けたが、10年前に作られたポタワトミ族宣教所のキャンパスを元にしていた。その他の学校は公的な所有となり、1865年にテレホートに創られたインディアナ州立大学は州の師範学校である。パデュー大学は1869年に科学と農業の学校として創られた。ボール州立大学は1900年代初期に師範学校として創られ、1918年に州に譲渡された。

### 輸送
19世紀初期、インディアナ州における物の輸送の大半は川によっていた。州内の支流の大半はオハイオ川に注ぎ、究極的にミシシッピ川に集められ、そこからニューオーリンズに運ばれて売られた。
この地域の最初の道路はバッファロー・トレイスと呼ばれ、ニューオールバニからビンセンズに走る古いバイソンの通り道だった。州都がコリドンに移された後、幾つかの道路が造られて新州都とオハイオ川のモークポートやニューオールバニとを結んだ。州内の最初の主要道路は連邦政府によって予算付けされたアメリカ国道だった。この道路は1829年にインディアナに入り、インディアナ州のリッチモンド、インディアナポリスおよびテレホートと東部州、また西方ではイリノイ州やミズーリ州とを結んだ。州は州全体に拡がる国道を建設するために先進的工法を採用し、一年中使える新しい道路網の建設に着手した。1830年代、ノース・サウス道路が建設され、ミシガン道路はミシガン州とケンタッキー州を繋ぎ、その中間でインディアナポリスを通過した。これら2つの新しい道路は大まかに州内を縦に貫いており、インディアナ州中に拡がる道路網の基礎となった。
1832年、ウォバッシュ・アンド・エリー運河の建設が始まった。この運河はエリー湖を出発点とし、フォートウェインを通り、ウォバッシュ川を繋いだ。この新しい運河はニューオーリンズからエリー湖までの内陸の水上輸送を可能にし、合衆国東海岸を回りカナダに入るルートに勝った。
インディアナ州で最初の鉄道は1830年代後半にシェルビービルで造られた。最初の主要線は1847年に完成し、マディソンとインディアナポリスを結んだ。1850年代までに鉄道がインディアナ州で人気を呼んだ。鉄道はインディアナ州に大きな変化をもたらし、州経済の成長を促進した。インディアナの自然の水路は南部とセントルイスやニューオーリンズのような都市とを結んでいたが、新しい鉄道は東西に走り、オハイオ川やミシシッピ川を橋で越えた。州内資源に対する需要の増加とアメリカ連合国に対する禁輸措置のために、鉄道システムは南北戦争の終わりまでにほとんど完成した。

## 南北戦争
インディアナ州は自由州であり、エイブラハム・リンカーンが少年時代を過ごした所でもあるので、南北戦争の間も合衆国に留まった。インディアナからの連隊は戦争のほとんど全ての主要戦闘、中でも西部戦線の戦闘はほとんど全てに関わった。フージア（インディアナ州民）は戦争の最初と最後の戦闘に参加した。戦争全体の流れの中で、インディアナ州は北軍側に126個歩兵連隊、20個砲兵連隊および13個騎兵連隊を供出した。
1861年の当初の徴兵令では、インディアナ州に7,500名が割り当てられたが、これは反乱軍を抑えるために北軍に召集された全軍の10分の1に相当していた。最初の呼びかけであまりに多くの志願兵が集まったために、多くの者は引き返すしかなかった。戦争が終わるまでにインディアナ州から208,367名が出征した。その中で35％が損失となり、24,416名は戦死し、5万名以上が負傷した。戦争が始まったとき、州議会は民主党と南部同調者が多数を占めていた。インディアナ州がそれほど戦争遂行に貢献できたのも、不法に何百万という金を借りて軍隊予算を手当てしたオリバー・モートン知事の行動によっていた。モートンは少数派である共和党の助けを借りて議会を抑え込み、1861年から1862年には議会の開会を止めた。このことで民主党は戦争遂行努力を妨害したり、合衆国からの脱退を画策するためのいかなる機会もなくなった。

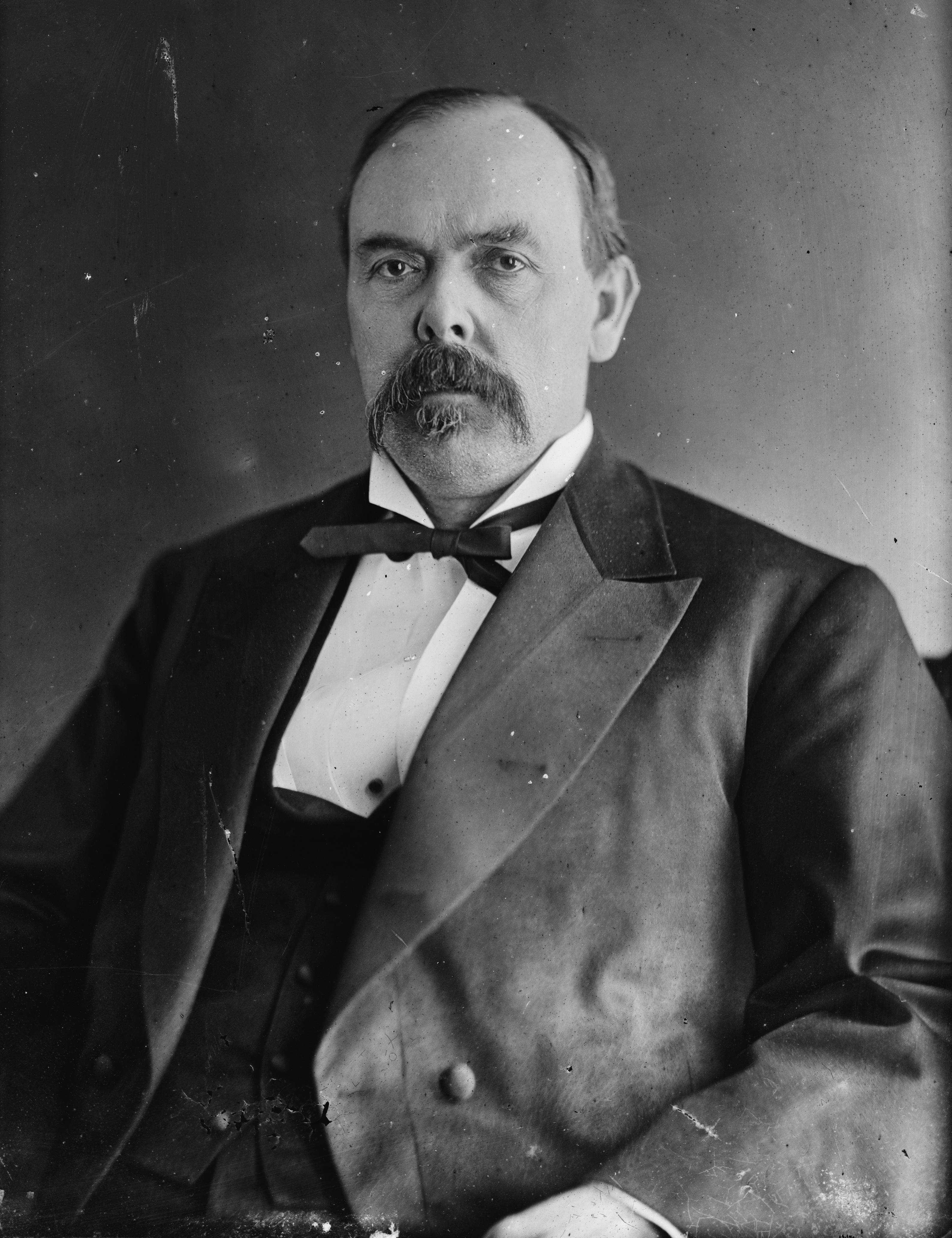
オリヴァー・ハザード・ペリー・スロック・モートン、第14代インディアナ州知事（1861年-1867年）、上院議員（1867年-1877年）

インディアナ州北部ではカパーヘッド（北部で戦争に反対する派）の動きが強く、1863年まで抑えられなかった。シェルビー郡（インディアナポリスの南東20マイル(30 km)）のボッグスタウンとシュガークリーク・タウンシップの残りは1861年2月16日に合衆国からの脱退を決議した。

### モーガンの襲撃
インディアナ州内で唯一起こった南北戦争の戦闘はジョン・ハント・モーガンの襲撃だった。1863年7月9日、モーガンがその2,400名の騎兵を率いてオハイオ川を越えインディアナ州内に入ろうとした。この渡河で簡単な抵抗に遭った後、北のコリドンに進軍し、短時間のコリドンの戦いでハリソン郡の部隊と交戦し、その後民兵隊は町の中に撤退した。モーガンはコリドン南の高地を占領してそこから砲弾を2発町に撃ち込むと、町は直ぐに降伏した。この戦闘で5名が戦死し、40名が負傷、355名が捕虜となった。
モーガンの主力部隊はその夜、ニューサリスベリーを襲撃してそこで宿営し、一方分遣隊はクランデル、パルミラとその周辺部を襲撃し略奪した。モーガンは北方への進軍を再開し、セイラムの町の大半を破壊した。首都は恐怖に包まれ、そこで民兵隊が創られてモーガンの進軍に対抗しようとした。しかし、モーガンはセイラムの後で東に転じ、その道沿いで襲撃を行いながら、7月13日にウェストハリソンを通ってインディアナ州から出て行った。かくしてインディアナ州で唯一の軍事的対決は終わった。

### その後
南北戦争はインディアナの発展に大きな影響を与えた。戦争前は、人口は一般に州南部におり、そこからはオハイオ川を使って容易にニューオーリンズへ製品や農産物を運び出し売ることが出来た。戦争によって4年間近くミシシッピ川を使った交通が閉ざされ、その後の時代も混乱が続いたので、インディアナ州はその製品を運び出す別の方法を見付ける必要があった。このことで人々は北部へ移動し、五大湖や鉄道への依存度を高めていった。
戦前はニューオールバニが南部への川利用の故に州内最大の都市だった。フージアの半数以上がニューオールバニで10万ドル以上で生活した。戦中、南部との交易が止まり、戦後はインディアナ州の大半でニューオールバニがあまりに南部に対して友好的だと考えた。この町は往事の繁栄を取り戻すことはなく、4万人ほどの人口となり、初期ビクトリア調の邸宅の並びがその繁栄した時期を思い出させるものとなった。
インディアナ州選出の合衆国上院議員スカイラー・コルファクスとオリバー・モートン（知事としての最後の任期の後で上院議員に選ばれた）がレコンストラクションの間の議論で南部を過激に処罰する支持者の中にあった。彼らはリンカーンやアンドリュー・ジョンソン大統領の南部州を再加盟させる計画を支持しなかった。両上院議員とも、ジョンソンの弾劾に賛成した。モートンは特にジョンソンを辞めさせられなかったときに落胆した。コルファクス上院議員は1868年に副大統領に選ばれ、ユリシーズ・グラント大統領の下で仕えた。

## 南北戦争後の時代
| インディアナ州 南北戦争後の人口推移 |             |        |
| 年                                  | 人口        | 増減率 |
| 1870年                              | 1,680,637人 | -      |
| 1880年                              | 1,978,301人 | 17.7%  |
| 1890年                              | 2,192,404人 | 10.8%  |
| 1900年                              | 2,516,462人 | 14.8%  |
| 1910年                              | 2,700,876人 | 7.3%   |
| 1920年                              | 2,930,390人 | 8.5%   |
| 1930年                              | 3,238,503人 | 10.5%  |

インディアナ州は南北戦争後劇的に変化した。オハイオ川の港はアメリカ連合国への禁輸措置で窒息し、その後も回復することなく、州南部の経済は減退した。これと対照的に、州北部は1880年代に天然ガスが発見され、安い燃料を使ってガラス工業が発展したガスシティ、ハートフォードシティおよびマンシーなどの都市の急速な発展に直接貢献して、経済繁栄を経験した。この繁栄は1900年代初期まで持続し、その後ガスの産出が減った。インディアナ北部は工業化が進展し、ラストベルトの一部になっていった。
1876年、南北戦争の北軍大佐で化学者のイーライ・リリーが薬品会社イーライリリー・アンド・カンパニーを興した。彼の最初の技術革新である錠剤をゼラチンで被覆する技術でその会社は急速に成長し、インディアナ州では最大、世界でも有数の巨大企業となった。この会社は長年にわたってインスリンのような広く使われる多くの薬品を開発し、ペニシリンを大量生産したことでは最初の会社になった。この会社の多くの進展によってインディアナ州は薬品の生産と開発で指導的な州となった。
チャールズ・コンは南北戦争後にエルクハートに戻って、楽器の製造会社C.G.コンを設立した。この会社のバンド用楽器における技術革新でエルクハート市は音楽界の重要な中心となり、何十年間ものエルクハート経済の基礎となった。近くのサウスベンドは南北戦争後に成長を続け大規模な工業都市になった。ゲーリーにはユナイテッド・ステイツ・スティールが1906年に新工場を建設した。
南北戦争後、インディアナ州は大統領選挙でどちらの政党が支配するかをしばしば決める重要な接戦州となった。全国政党はそれぞれフージアの支持を争い、南北戦争後の30年間ほとんどすべての大統領選挙でフージアが絡んだ。1880年アメリカ合衆国大統領選挙では、インディアナ州選出の合衆国下院議員ウィリアム・ヘイドン・イングリッシュがウィンフィールド・スコット・ハンコックの副大統領候補として出馬した。この2人の組はジェームズ・ガーフィールドとチェスター・A・アーサーの組に敗れた。1884年、元インディアナ州知事トーマス・A・ヘンドリックスが副大統領に選ばれた。ヘンドリックスはグロバー・クリーブランド大統領の下で1885年11月25日に死ぬまでその職にあった。
1888年、インディアナ州選出の合衆国上院議員で、準州知事ウィリアム・ハリソンの孫であるベンジャミン・ハリソンが大統領に選ばれ1期を務めた。ベンジャミン・ハリソン砦は彼に因んで名付けられた。ハリソンはインディアナ州から出た唯一の大統領となっている。やはりインディアナ州選出の合衆国上院議員チャールズ・W・フェアバンクスは1904年に副大統領に選ばれ、セオドア・ルーズベルトの元で1913年まで仕えた。フェアバンクスは1912年の選挙でもチャールズ・エヴァンズ・ヒューズの副大統領候補で出馬したが、ウッドロウ・ウィルソンとインディアナ州知事トーマス・R・マーシャルの組に敗れた。マーシャルは1913年から1921年まで副大統領を務めた。
ジェイムズ・D・ウィリアムズ知事の任期の1878年に、4代目の議事堂建設が提案された。3代目の議事堂は取り壊されて、新しいものが同じ場所に建設された。200万ドルが新ビル建設に充てられ、1888年に完成した。2008年でもこの建物が使われている。
1893年恐慌では、多くの工場が閉鎖され、幾つかの鉄道は破産を宣言してフージアの経済に負の効果をもたらした。1894年のプルマン・ストライキはシカゴ地域とストライキを宣言したインディアナ州南部の炭坑夫を傷つけた。苦しい時代は工業だけに留まらなかった。農夫も価格の低下から財政的に苦しさを感じた。ヨーロッパで戦争が始まり、アメリカ製品に大きな需要が生じた時に、経済は回復を始めた。

## 20世紀

インディアナ州旗は1917年に公式に採用された。

工業は州北部で急速に拡がっていたが、インディアナ州は世紀の変わり目にも大部分は田園地帯であり、人口は増え続けて250万人になった。アメリカ合衆国中西部の他の地域大半と同様に、インディアナ州の輸出品と仕事の提供者は第一次世界大戦の後まで大部分は農業であった。インディアナ州の発展する工業は教育された大衆、低い税金、交通の容易さおよび実業に友好的な政府に支援され、1920年代の半ばには先進的工業州の一つに成長した。
1907年、フランク・ハンリー知事の時に、インディアナ州は合衆国で初めて優生学法を採用した州となった。優生学の計画は1921年にインディアナ州最高裁判所で違憲と判決されるまで有効なままであった。ハンリーはまた禁酒運動の代弁者でもあった。禁酒法は1920年に効力を発揮し、インディアナ州北部はアル・カポネやその他の不法密造者の動きに巻き込まれた。禁酒法は1933年まで有効だった。

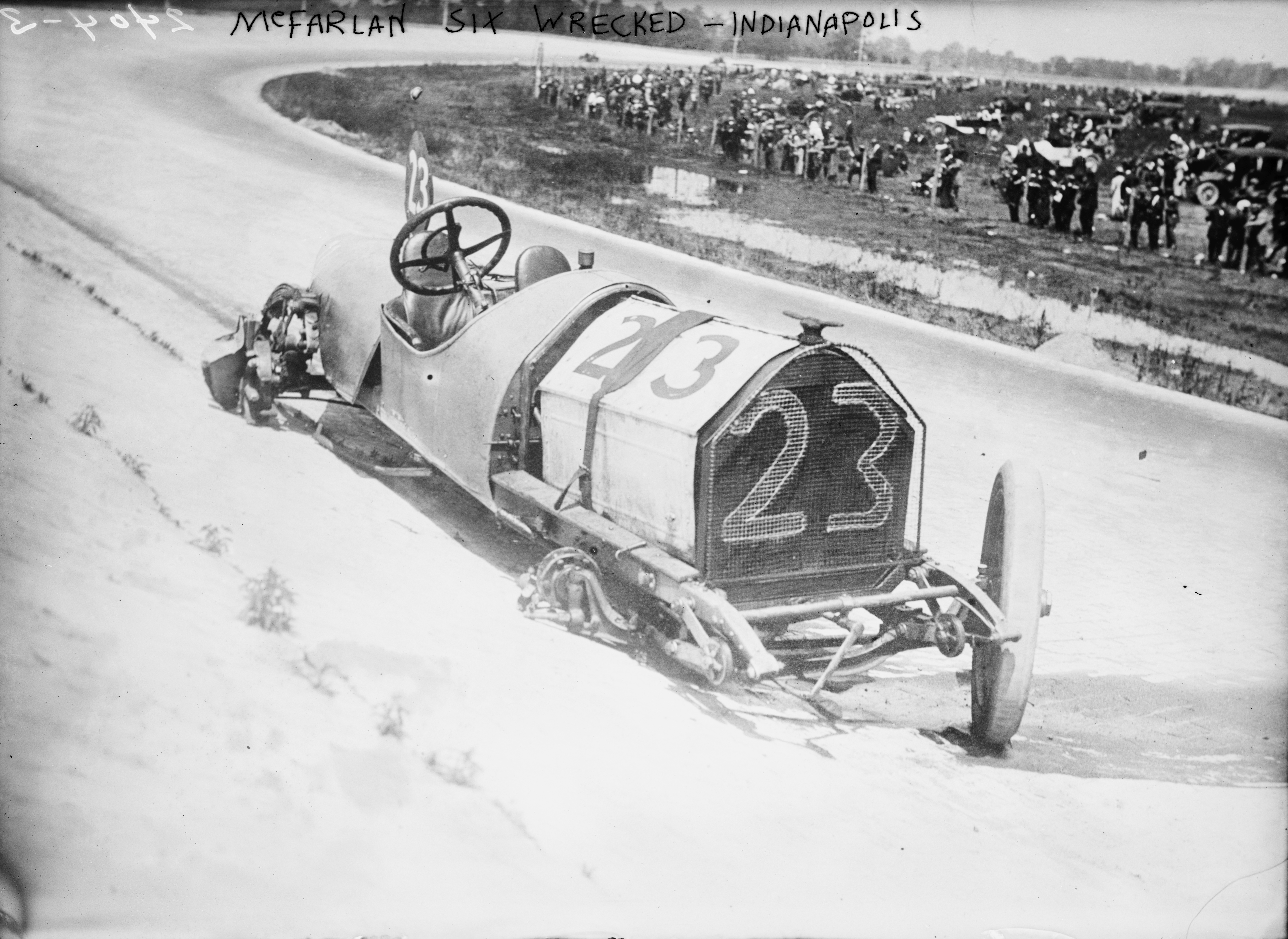
1912年インディアナポリス500で故障したマクファーレンの競争用自動車

インディアナポリス・モーター・スピードウェイ複合施設は1909年に造られ、歴史に新しい時代を開いた。自動車は新しい発明であり、インディアナポリスは数年間デトロイトと自動車の製造で覇権を競った。このスピードウェイは自動車会社がその製品を見せる場となった。ヨーロッパやアメリカの会社がトラックでの勝利を期待して最も速い車を競って作った。インディアナポリス500は直ぐに自動車競争のスタンダードになった。

### 第一次世界大戦
フージアの多数は第一次世界大戦初期に連合国を支持したが、かなりの数のドイツ系アメリカ人やアイルランド系アメリカ人は中立あるいは中央同盟国を支持した。ユージン・V・デブス、ジョン・W・カーン上院議員、さらにマーシャル副大統領を含み、影響力あるフージアは、参戦に反対した。同盟と軍備の充実の支持者にはジェイムズ・ホィットコム・ライリーとジョージ・エイドがいた。
合衆国が参戦を公式に宣言したとき、反対の声の大半は消えたが、不忠を疑われて仕事を失った教師もおり、公立学校はドイツ語を教えられなくなった。
インディアナ州兵は戦争中に連邦の管理下に置かれ、多くの部隊がヨーロッパに送られた。派遣された州兵を補うために、ジェイムズ・P・グッドリッチ州知事は、大半は年齢制限のために資格のない者から州民兵隊を起こすことを承認した。1918年と1919年の暴動や騒動を鎮めるために民兵が数度召集された。インディアナ州からは大戦中に130,670名が従軍しその大多数は徴兵だった。これらのうち3,000名以上が戦死したが、多くはインフルエンザや肺炎が原因だった。戦争のフージア古参兵を顕彰するために、州はインディアナ世界大戦記念碑の建設を始めた。

### 1920年代および世界恐慌
戦時の経済はインディアナの工業と農業に隆盛を呼び、1920年代を通じて都市化が進んだ。1925年までに大きな里程標を過ぎた。農業よりも工場労働者の数が多くなったことである。最大の産業は製鋼、鉄工、自動車および車両だった。
1925年に議会の半数以上がクー・クラックス・クランに支配されているというスキャンダルが発生した。1925年議会の間、グランド・ドラゴンのD.C.スティーブンソンは「私がインディアナの法律だ」と嘯いた。スティーブンソンはその年に殺人罪で告発され、終身刑を宣告された。スティーブンソンが選ばれるのを助けたエドワード・ジャクソン知事がスティーブンソンに対する恩赦を拒んだ後で、スティーブンソンは多くの共謀者の名前を挙げ始め、知事、インディアナポリス市長、検事総長等々、指導的フージアに対する一連の逮捕と告発に繋がった。この弾圧でクランの力が実質的に失われた。
1930年代のインディアナ州は、合衆国の他の州と同様、世界恐慌に襲われた。経済の減速はインディアナ州に広い範囲で負の影響を与えた。1920年代の都市化に向かった動きの大半が失われた。事態はダストボウル（砂塵被害）によって悪化し、西部からの移民の流入を呼んだ。
ポール・V・マクナット知事のとき、先の見えなくなった私的慈善事業を助けるために州予算による福祉制度をゼロから作り上げようとした。その任期中に、不況に対応して支出と税金は共に劇的に削減され、州政府は完全に再編成された。マクナットは州内の禁酒法を終わらせ、州では初めての所得税を法制化した。幾つかの場合では、戒厳令を宣言して労働者のストライキを止めさせた。
世界恐慌の間、失業率は州全体で25％を超えた。特に州南部は最悪の年に50％にもなった。公共事業促進局が1935年7月にインディアナでも事業を始めた。同年10月までに74,708人が事業局によって職にありついた。1940年でもまだ64,700人が事業局のために働いていた。これら労働者の大半は、州内道路の改良、橋、灌漑計画、水処理工場、指標つき図書館、および郵便局の壁画造りにまで雇われ、どの地域社会にも働くプロジェクトがあった。
1930年代には、インディアナ州の多くの著名な企業が崩壊し、鉄道は破産し、銀行が店を畳んだ。製造業は先細りする製品需要のために突然停止するか大きく生産調整を行った。不況は第二次世界大戦までインディアナ州に悪い影響を与え続け、その後も長く感じられ続けた。

### 第二次世界大戦
地域経済は第二次世界大戦に向かって回復を始めた。公共事業局は多くのフージアを雇用し続けていたが、失業率は着実に減り、不況は戦時経済に道を譲った。
インディアナ州は国の経済と資源の総力戦動員に参加した。国内向けにセラーズバーグ近くの大規模工場で軍需品を生産した。戦闘機P-47はエバンスビルのリパブリック・アビエーションで製造された。インディアナ州北部で生産された鉄鋼は戦車、戦艦および潜水艦に使われた。他にも戦争に関わる製品が州内中で生産された。インディアナ州の軍事基地は活性化し、キャンプ・アターベリーのような地域は歴史的にもその活動が極致に達した。セイモア近くに空軍基地が建設され、自由人野戦反乱の舞台となった。この反乱はアメリカ軍の人種差別撤廃に繋がった。
大衆は一般に戦争遂行を支持し、多くの者が陸軍と海軍に志願して参加した。州内から多くの若者が海外での戦闘に参加し、40万人近いフージアが入隊するか徴兵された。11,783名以上のフージアが戦死し、17,000名が負傷した。フージアは戦争の主要戦線の全てに従軍した。その犠牲者はインディアナポリスの世界大戦記念碑に追加されて顕彰され、1965年まで続いた。

### 現代のインディアナ州
| インディアナ州 近代の人口推移 |             |        |
| 年                            | 人口        | 増減率 |
| 1940年                        | 3,427,796人 | -      |
| 1950年                        | 3,934,224人 | 14.8%  |
| 1960年                        | 4,662,498人 | 18.5%  |
| 1970年                        | 5,193,669人 | 11.4%  |
| 1980年                        | 5,490,224人 | 5.7%   |
| 1990年                        | 5,544,159人 | 1%     |
| 2000年                        | 6,080,485人 | 9.7%   |
| 2006年推計                    | 6,313,520人 | 3.8%   |

第二次世界大戦の終結で、インディアナ州は恐慌前のレベルの生産力に戻った。工業は再び大きな雇用主となり、その傾向は1960年代に加速した。1950年代と1960年代の都市化はクラークスビルのような町や都市を伴う都市中心が大きく成長し、劇的に人口を増やした。自動車、製鉄、および薬品工業が主要産業の上位にある。インディアナ州の人口は戦後も増え続け、1970年国勢調査までに500万人を越えた。1960年代、幾つかの重要な発展があった。マシュー・E・ウェルシュ州知事のときに、初めて2％の消費税を採用した。新しい消費税は州の歳入を劇的に増やし、州の計画資源となった。ウェルシュはまた、議会に働きかけてインディアナ州公民権法を成立させた。
1973年の石油危機は不況を生み出し、インディアナ州の自動車産業に障害となった。デルコ・エレクトロニクスやデルファイのような会社が長く続く縮小を始め、アンダーソンやマンシー、コーコモーの製造業で高い失業率を生んだ。この傾向は1980年代まで続き、そこから国と州の経済が回復し始めた。
1988年ダン・クエール上院議員はジョージ・H・W・ブッシュ大統領の副大統領に選ばれた。クエールはインディアナ州出身の5人目の副大統領となり、1期を務めた。